# Отрадное (Новоусманский район)
Отрадное — посёлок в Новоусманском районе Воронежской области.
Административный центр Отрадненского сельского поселения.

## География
Посёлок Отрадное расположен в северо-восточной части поселения, на правом берегу реки Усмань. На севере территория поселения  граничит с Бабяковским сельским поселением, на востоке с селом Новая Усмань, на юге с Никольским сельским поселением, на западе с городским округом Воронеж.

## Климат
Климат умеренно-континентальный. Населённый пункт располагается в лесостепной зоне.

## История
Посёлок был образован в 1968 году в результате объединения сёл Выкрестово и Гололобово. Название «Отрадное» закрепилось за посёлком по названию усадьбы баронессы Софьи Фёдоровны Сталь-фон-Гольштейн (нем. Staël von Holstein), в начале XIX века располагавшейся на этой территории.
О Выкрестово и Гололобово впервые упоминается в «Дозорной книге» в 1615 году. В глубокой древности на правом берегу Брода возникло поселение славян. Посёлок всё время заливала вода. Жители вынуждены были переселиться на другой берег. В 1615 году, как говорится в летописи, земля была подарена воеводе Фёдору Коростылёву за добрую службу, чтобы он со своими сотоварищами начал освоение земель и строительство села. Первые дома появились на берегу Брода, на нынешней улице Луговой.
В 1859 году в хуторе Выкрестово было 79 дворов, которые населяло 597 человек; в хуторе Гололобово — 196 дворов, население которых составляло 159 человек. В усадьбе Гололобово был 41 двор с населением 309 человек. Всего же здесь проживало 1065 человек.
В 1900 году в Выкрестово было 132 двора с населением 906 человек, действовало 2 кожевенных завода, была одна кузница, кирпичный завод, паточный завод, одиннадцать крахмальных заводов, винная и чайная лавки. В Гололобово было 63 двора с населением 440 человек. Итого — 1575 человек, включая население нынешней Нечаевки (когда-то хутор Гололобово был разделён на две усадьбы: одну выкупила воронежская купеческая семья Нечаевых, после чего та стала именоваться Гололобово 2-е, Нечаевка, вторая же досталась И. А. Лазареву-Станищеву и стала именоваться Гололобово 1-е, Лазарево).
17 апреля 1901 года в центре с. Выкрестово была открыта каменная Покровская церковь. В этом же году открылась церковно-приходская школа, обслуживающая два населённых пункта с населением 1756 человек, где имелось 199 детей школьного возраста. На 1 января 1914 года в 4 отделениях школы учились 77 мальчиков и 36 девочек.
В 1923 году возник совхоз «Отрадное», в 1930 году в Выкрестово был организован колхоз «1-е Мая», а в 1935 году в с. Гололобово — колхоз им. Кирова.
17 августа 1930 года с Покровской церкви был сброшен колокол, а помещение церкви с 1930 по 1991 годы служило зернохранилищем. В 1991 году здание возвращено епархии, началось восстановление, завершившееся в начале 2000-х годов.
В 1947 году хозяйство «Отрадное» утвердили как учебно-опытное Воронежского сельскохозяйственного института. Стало развиваться племенное животноводство.
В феврале 1960 года к учхозу «Отрадное» были присоединены поля хозяйства им. Сталина (с. Выкрестово), колхоза «Красный Октябрь» (Левобережного района г. Воронежа). С этого года началось строительство жилья, водозаборной башни, пяти двухкомнатных домиков, общежития для студентов. По мере роста и развития учхоза увеличилась и рождаемость, поэтому потребовалась новая школа. В Выкрестовской школе занятия велись в две смены. В 1967 году встал вопрос о строительстве школы, а в 1971 году её уже сдали в эксплуатацию.
В конце 2000-х годов в Отрадном была построена Церковь Георгия Победоносца.
С начала XXI века в посёлке начато активное строительство многоэтажных жилых домов. С 2015 года началось  строительство микрорайона Черёмушки. Обсуждается вопрос передачи будущего микрорайона в состав города Воронежа.
С начала XXI века в Отрадном за счёт постоянных побед в конкурсах на самое красивое село Воронежской Области был отремонтирован и расширен МКДОУ "Отрадненский детский сад", построен Краеведческий музей и отремонтирован ДК "Отрадненский".
7 января 2015 г. на  Рождественской службе в храме Покрова Пресвятой Богородицы присутствовал В.В. Путин. Праздничное богослужение возглавил настоятель храма – протоиерей Геннадий Заридзе. На службе присутствовал  губернатор Воронежской области Алексей Гордеев.
В августе 2018 г. жители поселка проголосовали против их  включения в состав городского округа Воронеж.
В 2021 году установлен памятник Александру II в посёлке Отрадное.  Памятник Александру II  существовал с 13 апреля 1911 года, а в 1917 году был снесен. Фотографий снесенного памятника не сохранилось. По инициативе местных жителей  был установлен новый памятник. Автор  - Александр Козинин.

## Население
| 1859 | 1897 | 2002  | 2008  | 2010  | 2021  |
| ---- | ---- | ----- | ----- | ----- | ----- |
| 607  | ↗852 | ↗3484 | ↗3878 | ↗4581 | ↗9709 |